# William Goines
William Harvey Goines (Dayton, Ohio, 10 de septiembre de 1936 - Norfolk, 10 de junio de 2024) fue un militar estadounidense. Miembro de la Navy SEAL de la Marina de los Estados Unidos y el primer Navy SEAL afroamericano, aunque el Engineman Second Class Fred "Tiz" Morrison a menudo ha sido acreditado como el primer Navy SEAL afroamericano. 

## Biografía
Goines nació en Dayton, Ohio, el 10 de septiembre de 1936. Cuando era niño, su familia se mudó a Lockland, en los suburbios de Cincinnati. Su padre trabajaba en empleos menores en la industria automotriz, principalmente para Oldsmobile, y tenía un segundo trabajo en un salón de billar, pero a menudo era despedido de sus trabajos debido a las actitudes segregacionistas de la época. De niño, Goines no sabía que Lockland tenía una piscina pública porque a los afroamericanos no se les permitía nadar allí. Recordó que cuando se vio obligada a integrar la piscina, en su lugar se llenó de rocas y grava. Aprendió a nadar en un arroyo cercano y en el río Little Miami, y ocasionalmente viajaba con su familia a una piscina cercana en el vecindario de Hartwell en Cincinnati, donde a los afroamericanos se les permitía nadar solo los sábados por la mañana de 8 a 12.
Goines asistió a la escuela secundaria Lockland Wayne, que era exclusivamente para afroamericanos. En su penúltimo año, después de ver la película The Frogmen, se inspiró para unirse a la Marina. Fue a ver a un reclutador, pero le dijeron que terminara la escuela secundaria primero.
Después de recibir su diploma, Goines se alistó en la Marina en 1955. En ese momento, los reclutas afroamericanos eran destinados a convertirse en stewards (cargo que se fusionó con el de especialista en culinaria en 1975), pero un hombre de la ciudad natal de Goines le dijo que no se convirtiera en steward porque solo sería un sirviente para los oficiales. A Goines le prometieron entrenamiento para demolición submarina, pero los planes cambiaron, y fue enviado a Malta, donde 11 meses después, comenzó el entrenamiento de frogman con cuatro oficiales de la Marina de los Estados Unidos, 85 marineros enlistados de la Marina de los Estados Unidos, cinco Army Rangers y dos oficiales navales extranjeros. Después de tres semanas, todos los Rangers y un oficial naval extranjero habían abandonado. En 1957, Goines fue uno de los 13 que completaron el entrenamiento. Cuando el presidente John F. Kennedy formó los dos primeros equipos SEAL en 1962, el Equipo Uno en la costa oeste y el Equipo Dos en la costa este, Goines fue uno de los 40 elegidos para unirse al Equipo Dos y el único Navy SEAL afroamericano.
Durante la Crisis de los Misiles en Cuba, Goines fue seleccionado para ser uno de los primeros en ir a Cuba, pero la invasión finalmente fue cancelada. Goines sirvió en tres giras en la Guerra de Vietnam con equipos SEAL, yendo dos veces con pelotones de 14 hombres y una vez liderando una unidad vietnamita. Hablaba con fluidez inglés, francés y español, pero encontró difícil aprender vietnamita en combate. Sin embargo, logró enseñar español a algunos de sus intérpretes vietnamitas para la comunicación por radio. En Vietnam, estuvo expuesto al Agente Naranja, lo que pudo haber sido responsable de que contrajera cáncer de próstata. Cuando se estaba preparando para ir a una cuarta gira, fue retirado en el último minuto y reasignado porque sus superiores necesitaban un hablante de español para ir a un país de habla hispana.
En 1976, Goines fue seleccionado para formar parte de los Chuting Stars, un equipo de demostración de paracaidismo de la Marina, donde sirvió durante cinco años, realizando 640 caídas libres y 194 saltos en línea estática. Durante un salto en Pensilvania, aterrizó mal en una colina y "destrozó todo el cartílago" de sus rodillas.
Goines se retiró de la Marina en 1987 como Master Chief Petty Officer después de 32 años de servicio, y recibió la Estrella de Bronce, la Medalla de Encomio de la Armada, la Medalla de Servicio Meritorio, una Cinta de Acción de Combate y la Citación Presidencial de Unidad. Tras su baja, se mudó a Portsmouth, Virginia, donde se convirtió en jefe de policía del sistema escolar, sirviendo durante 14 años. Posteriormente, comenzó a intentar reclutar a más personas de color en los Navy SEALs. Recibió el Lone Sailor Award en 2023.
Goines se casó con Marie Davis. No tuvieron hijos. Murió tras un ataque al corazón en Norfolk, Virginia, el 10 de junio de 2024, a la edad de 87 años.